# Zettingen

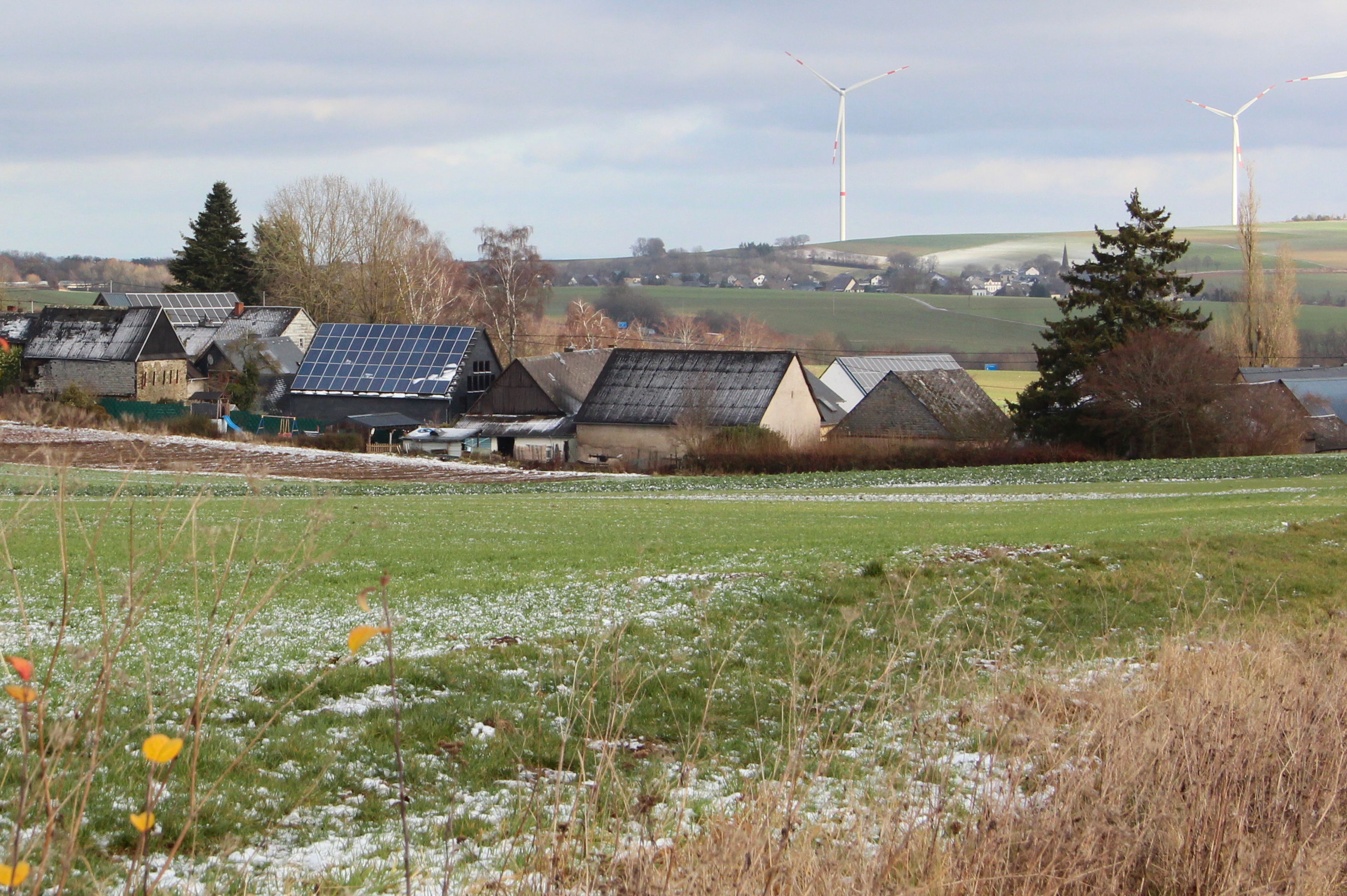
Ansicht von Zettingen

Zettingen ist eine Ortsgemeinde im Landkreis Cochem-Zell in Rheinland-Pfalz. Sie gehört der Verbandsgemeinde Kaisersesch an.

## Geographie
Zettingen liegt vier Kilometer östlich der Stadt Kaisersesch unmittelbar südlich der Bundesautobahn 48. Die Ortschaft erstreckt sich auf einem von Westen nach Osten zum Brohlbach abfallenden Gelände und umfasst Höhenlagen zwischen 360 m ü. NHN und 385 m ü. NHN. Südlich des Ortes entspringt mit dem Kerzbach ein Zufluss des Brohlbachs. Naturräumlich lässt sich das zu etwa drei Vierteln landwirtschaftlich genutzte und wenig bewaldete Gemeindegebiet dem Kaisersescher Eifelrand zuordnen.
Zettingen grenzt (im Uhrzeigersinn) an die Ortsgemeinden Gamlen, Kaifenheim, Brachtendorf, Dünfus, Wirfus, Illerich und Hambuch.

## Geschichte
Die erste urkundliche Erwähnung Zettingens findet sich im Jahre 1267. Archäologische Funde im und um den Ort lassen aber den Schluss zu, dass das Gebiet bereits von den Römern besiedelt wurde.
Im 13. Jahrhundert gelang es den Erzbischöfen von Trier, den Fiskus Klotten mit seinem Hinterland, zu dem auch Zettingen gehörte, an sich zu bringen. Am 1. Oktober 1251 einverleibte der Trierer Erzbischof Arnold II. von Isenburg mit Zustimmung des Patronatsherren dem Zisterzienserinnenkloster Rosenthal die Pfarrei Hambuch mit den zugehörigen Ortschaften.
Ab 1350 hatte auch das Kloster Mädburg im Elztal bei Kehrig Grundbesitz in Zettingen.
Im 15. Jahrhundert besaßen die Herren von Brohl einen Hof in Zettingen, der später an Georg von der Leyen und Dietrich von Braunsberg fiel. Die Herren von Brohl waren auch Inhaber der Vogtei, des Hühner- und Gänsezinses zu Zettingen. Ebenso besaß das Kollegialstift zu Karden in Zettingen Wiesen, Ackerland und Wildland. Nach der Säkularisation der geistlichen Güter wurden diese in der Zeit zwischen 1804 und 1808 von den Franzosen versteigert. Dies betraf auch den Grundbesitz des Klosters Rosental bei Binningen, das zu Zettingen vier Hektar Ackerland, drei Hektar Wildland und einen Hektar Wiesen besaß.
Bis zum Ende des 18. Jahrhunderts gehörte Zettingen landesherrlich zu Kurtrier und war dem Hochgericht Klotten im Amt Cochem zugeordnet. Im Trierer Feuerbuch aus dem Jahr 1563 waren zehn Feuerstellen (Haushalte) in Zettingen verzeichnet, 1684 waren es nur sieben.
Im Jahr 1794 hatten französische Revolutionstruppen das Linke Rheinufer annektiert, von 1798 bis 1814 gehörte Zettingen zum Kanton Kaisersesch im Arrondissement Koblenz des Rhein-Mosel-Departements. Der Munizipalrat (Zettinger Gemeindevertreter in der Mairie Kaisersesch) war 1808 der Bürger Steffes.
Aufgrund der Beschlüsse auf dem Wiener Kongress (1815) wurde die Region dem Königreich Preußen zugeordnet. Unter der preußischen Verwaltung kam die Gemeinde Zettingen zur Bürgermeisterei Kaisersesch im Kreis Cochem, der zum neuen Regierungsbezirk Koblenz sowie von 1822 an zur Rheinprovinz gehörte.
Seit 1946 ist die Gemeinde Zettingen Teil des Landes Rheinland-Pfalz, seit 1968 gehört sie der Verbandsgemeinde Kaisersesch an und seit 1969 zum Landkreis Cochem-Zell.
Statistik zur Einwohnerentwicklung
Die Entwicklung der Einwohnerzahl von Zettingen, die Werte von 1871 bis 1987 beruhen auf Volkszählungen:
| Jahr | Einwohner |
| ---- | --------- |
| 1815 | 109       |
| 1835 | 152       |
| 1871 | 173       |
| 1905 | 186       |
| 1939 | 176       |

| Jahr | Einwohner |
| ---- | --------- |
| 1950 | 181       |
| 1961 | 163       |
| 1970 | 172       |
| 1987 | 172       |
| 2005 | 257       |

## Politik

### Gemeinderat
Der Gemeinderat in Zettingen besteht aus sechs Ratsmitgliedern, die bei der Kommunalwahl am 9. Juni 2024 in einer Mehrheitswahl gewählt wurden, und dem ehrenamtlichen Ortsbürgermeister als Vorsitzendem.

### Ortsbürgermeister
Johannes Hammes wurde im August 2011 Ortsbürgermeister von Zettingen. Bei der Direktwahl am 26. Mai 2019 wurde er mit einem Stimmenanteil von 85,81 % und am 9. Juni 2024 als einziger Bewerber mit 85,7 % jeweils für weitere fünf Jahre in seinem Amt bestätigt.
Hammes Vorgänger war Hans-Josef Schaden, der sein Amt zum 30. April 2011 nach 32 Jahren Amtszeit aus persönlichen Gründen niedergelegt hatte. Schaden war zu diesem Zeitpunkt dienstältester Ortsbürgermeister in der Verbandsgemeinde Kaisersesch und im Landkreis Cochem-Zell.

## Öffentliche Einrichtungen
Seit 1982 betreibt die Ortsgemeinde Zettingen mit den Nachbargemeinden Brachtendorf, Gamlen und Kaifenheim in Kaifenheim einen 3-gruppigen Kindergarten, der im Jahre 2003 um eine Gruppe und einen Mehrzweckraum erweitert wurde.

## In Zettingen geboren
- Marie-Theres Hammes-Rosenstein (1954–2019), Bürgermeisterin der Stadt Koblenz
- Jürgen Müller (* 1959), Historiker und Herausgeber, Hochschullehrer